# Bursa Efek Jakarta
Bursa Efek Jakarta (BEJ) of, zoals het internationaal bekendstaat, Jakarta Stock Exchange (JSX) is de beurs van Jakarta, de hoofdstad van Indonesië.
De beurs werd oorspronkelijk geopend in 1912 onder het Nederlandse koloniale gezag. In 1977 werd het heropend na verschillende sluitingen tijdens Eerste en Tweede Wereldoorlog. Na de heropening in 1977 viel de beurs onder het gezag van Badan Modaal Pengawas Pasar, of Bapepam, een autoriteit die viel onder het ministerie van Financiën. Tradingactiviteit en de beurswaarde stegen naast de ontwikkeling van de financiële markten in Indonesië en de particuliere sector - gemarkeerd door een bull run in 1990. Op 13 juli 1992 werd de beurs geprivatiseerd en ondergebracht bij Jakarta Exchange Inc. Op 22 maart 1995 werd van start gegaan met het JSX Jakarta Automated Trading System (JATS). In september 2007 werden de Jakarta en Surabaya Stock Exchange samengevoegd tot de Bursa Efek Indonesia (Indonesian Stock Exchange) door de Indonesische minister van Financiën.